# Rhachicreagra gracilis
Rhachicreagra gracilis är en insektsart som beskrevs av Bruner, L. 1908. Rhachicreagra gracilis ingår i släktet Rhachicreagra och familjen gräshoppor. Inga underarter finns listade i Catalogue of Life.